# Łysa Góra (Zipser Pieninen)
Der Łysa Góra ist ein Berg in den polnischen Zipser Pieninen, einem Gebirgszug der Pieninen, mit 739 Metern Höhe über Normalnull.

## Lage und Umgebung
Der Łysa Góra liegt im Hauptkamm der Pieninen. Nördlich des Gipfels liegt der Stausee Jezioro Czorsztyńskie und südlich der Gebirgsbach Łapszanka.

## Geschichte
Im Ersten Weltkrieg fanden hier Kämpfe zwischen deutschen und österreichischen Truppen einerseits und russischen andererseits statt. Heute erinnert ein Soldatenfriedhof daran.

## Tourismus
Der Gipfel ist von allen umliegenden Ortschaften leicht auf markierten Wanderwegen erreichbar. Er liegt außerhalb des polnischen Pieninen-Nationalparks.